# Cierucha (stacja kolejowa)
Cierucha (biał. Церуха, ros. Терюха) – stacja kolejowa w miejscowości Basztan, w rejonie homelskim, w obwodzie homelskim, na Białorusi. Położona jest na linii Homel - Czernihów. Jest to ostatnia białoruska stacja kolejowa przed granicą z Ukrainą.
Nazwa pochodzi od pobliskiej rzeki Cieruchy.